# هارون هوبارت
هارون هوبارت هو محامي وقاضي وسياسي أمريكي، ولد في 26 يونيو 1787 في أبينغتون في الولايات المتحدة، وتوفي في 19 سبتمبر 1858 في East Bridgewater, Massachusetts ‏ في الولايات المتحدة. نشط حزبياً في الحزب الجمهوري الديمقراطي. وقد انتخب عضو مجلس نواب ماساتشوستس ‏ وانتخب عضو مجلس النواب الأمريكي.